# 1967年国王裁可法
1967年国王裁可法（1967ねんこくおうさいかほう、英語: Royal Assent Act 1967）は、イギリスの法律。国王裁可の意義と大まかな手続きを定めた法であり、1967年5月10日にエリザベス2世の裁可を受けた。

## 内容
イギリスにおける法律が正式に制定されるには国王裁可が必要であるが、裁可の手続きはそれまで「裁可を示す特許状が両院議員出席のもと、貴族院にて慣習的に行われた形式で読み上げられる」というものだったが、もう1つの選択肢として「庶民院と貴族院がそれぞれの議長から裁可の通知を別々に受ける」（すなわち、両院が同時に通知されなくてもよい）が定められた（第1条1項）。また、これにより旧法である1541年委員会による国王裁可法（Royal Assent by Commission Act 1541）が廃止された（第2条2項）。
なお、既存の選択肢として代表が特許状を読み上げるのではなく、「君主本人が貴族院で裁可を宣言する」というものがあるが、この選択肢も存続した（第1条2項）。なお、本人が裁可を宣言した最後の君主はヴィクトリア女王（1852年）である。
スコットランド議会、ウェールズ議会、北アイルランド議会（旧議会を含む）が可決した法案には影響しない。